# Tribunenbank
Die Tribunenbänke waren Sitzbänke auf dem Forum Romanum, auf denen sich die Volkstribune tagsüber aufhielten, um für die plebejischen Bürger des antiken Roms erreichbar zu sein.

## Funktion
Die Tribunenbänke repräsentierten das für Magistrate typische Sitzrecht der Volkstribune. Auf ihnen pflegten sich die Tribunen während der öffentlichen Geschäftszeiten aufzuhalten und sitzend ihre Geschäfte abzuwickeln, was auf das typische Sitzrecht der Magistrate zurückgeht.
Gleichzeitig gehörte der Aufenthalt auf den Tribunenbänken zu den Bereitschaftspflichten der Tribunen. Durch die Öffentlichkeit der Sitzplätze und die ständige Präsenz der Tribunen war es den Bürgern Roms so nämlich leicht möglich, Kontakt zu den Tribunen aufzunehmen und vom ius auxilii, dem tribunizischen Hilfsrecht, Gebrauch zu machen.
Da es im antiken Rom keine behördenartigen Anlaufstellen gab, wurden diese stets durch die Magistrate selbst verkörpert. Wolfgang Kunkel bezeichnet diesen Umstand als „in einem […] kaum faßlichen Maße unbürokratisch.“ Ein Magistrat verkörperte die moderne Antragsstelle also stets persönlich und war damit direkt von allen Anliegen, die in seinen Amtsbereich fielen, betroffen. Im Fall des Volkstribunats gelangten die Anträge zumeist über persönliche Treffen an den Tribunenbänken zu den Magistraten, wo mündliche Anliegen mit mündlichen Zugeständnissen oder Ablehnungen erwidert wurden. Schriftlichkeit spielte hier eine sehr untergeordnete Rolle.
Vorbeugend gegen Streitigkeiten um mündliche Vereinbarungen wirkte die Regelung, dass Volkstribunen „innerhalb ihres Hauses nicht aufgrund ihrer Amtsbefugnis strafen“ durften. Sie mussten sich zur Ausübung ihrer Machtbefugnisse also in der Öffentlichkeit, beispielsweise auf den Tribunenbänken, befinden.

## Standorte

### Frühe und mittlere Republik
Anfangs befanden sich die Tribunenbänke vor dem Eingang der Curia Hostilia, in der der Senat tagte.
Valerius Maximus begründet dies so:

„Es war den Volkstribunen nicht gestattet, die Kurie zu betreten; so prüften sie vor den Türen, wo man aber Bänke für sie aufgestellt hatte, die Verordnungen der Senatoren […].“

Die Bänke der Tribunen befanden sich also in unmittelbarer Nähe zum Senat. So konnten ihnen aktuelle Beschlüsse rasch vorgelegt werden, was ein nachträgliches Veto (ius intercedendi) der Volkstribune verhinderte.

### Späte Republik
In der späten Republik erhielten die Tribunenbänke einen neuen Standort. Sie wurden vor der Basilica Porcia aufgestellt, welche unweit der Kurie auf dem Forum Romanum stand. Es handelte sich um ein öffentliches Gebäude, das an Geschäftstagen als Verkaufshalle fungierte. Daher war hier stets eine Vielzahl von Römern jeder Herkunft und jedes Standes anzutreffen. Diesen Umstand nutzen die Volkstribune, indem sie die Örtlichkeiten gleichsam zum Zentrum ihrer Organisation und Informationsbeschaffung machten. Das Forum Romanum eignete sich optimal als Aktionsort und Plattform. Ersteres ermöglichte ein rasches Auftreiben von Leuten, die der Sache der Volkstribune dienlich sein konnten. Letzteres erlaubte die Kommunikation mit breiten Bevölkerungsmassen.
Weiterhin könnte die Auswahl dieses Standortes für die Tribunenbänke darin begründet sein, dass sich die Basilica Porcia in unmittelbarer Nähe zum Tarpejischen Felsen befand. Todesurteile wurden für gewöhnlich durch das Herabstürzen des Verurteilten von dem Felsen vollstreckt. Mit dem neuen Standort der Tribunen konnte niemand zu diesem Felsen gelangen, ohne an ihnen vorbeizugehen. Da die Volkstribune somit unweigerlich Zeuge einer jeden Hinrichtung wurden, war es ihnen möglich, diese auch noch kurz vor Vollstreckung zu verhindern.